# بخش مرکزی شهرستان فیروزکوه
بخش مرکزی شهرستان فیروزکوه یکی از بخش‌های شهرستان فیروزکوه در استان تهران ایران است.

## تقسیمات کشوری
- بخش مرکزی شهرستان فیروزکوه
  - دهستان پشتکوه (فیروزکوه)
  - دهستان شهرآباد
  - دهستان حبلرود

شهر فیروزکوه

## جمعیت
بنابر سرشماری مرکز آمار ایران، جمعیت بخش مرکزی شهرستان فیروزکوه در سال ۱۳۸۵ برابر با ۳۰۴۷۵ نفر بوده است.